# Bhajji
Bhajji er en krydret indisk snack, som består af friturestegte løg. Der findes mange varianter af retten, som også er en sideret til større måltider. Grundopskriften består af finhakket løg, som blandes i en dej af ris, kikærter, mel, krydderier og ofte urter, som også bliver friturestegt. Retten har ofte en mild smag.
Bhajjis benyttes ofte som forret, gerne sammen med Papadam og andre snacks.
Den serveres gerne med et salatblad, en citronskive eller med mangochutney.